# Stratenrace van Jersey 1947
De Stratenrace van Jersey 1947 was een autorace die werd gehouden op 8 mei 1947 op de straten van Saint Helier op het eiland Jersey.

## Uitslag
| Positie | No | Rijder                           | Team        | Ronden | Tijd/Opgave     | Startplaats |
| ------- | -- | -------------------------------- | ----------- | ------ | --------------- | ----------- |
| 1       | 7  | Reg Parnell                      | Maserati    | 50     | 1:53:33.0       | 9           |
| 2       | 1  | Louis Chiron                     | Maserati    | 49     | +1 ronde        | 3           |
| 3       | 11 | Raymond Mays                     | ERA         | 48     | +2 ronden       | 5           |
| 4       | 21 | Joe Ashmore                      | ERA         | 48     | +2 ronden       | 17          |
| 5       | 25 | Henri Louveau                    | Delage      | 47     | +3 ronden       | 20          |
| 6       | 28 | Leslie Johnson                   | Talbot-Lago | 46     | +4 ronden       | 12          |
| 7       | 26 | Pierre Levegh                    | Delage      | 46     | +4 ronden       | 15          |
| 8       | 27 | Jean Achard                      | Delage      | 46     | +4 ronden       | 19          |
| 9       | 10 | Sam Gilby                        | Maserati    | 42     | +8 ronden       | 16          |
| 10      | 29 | Serge Pozzoli                    | Delahaye    | 42     | +8 ronden       | 25          |
| 11      | 20 | John Bolster                     | ERA         | 42     | +8 ronden       | 21          |
| 12      | 18 | Bob Gerard                       | ERA         | 37     | +13 ronden      | 6           |
| 13      | 14 | Peter Walker                     | ERA         | 32     | +18 ronden      | 10          |
| 14      | 23 | Barry Woodall                    | Delage      | 18     | +32 ronden      | 14          |
| NF      | 4  | Birabongse Bhanubandh            | Maserati    | 28     | Motor           | 1           |
| NF      | 15 | Leslie Brooke                    | ERA         | 26     | Drijfstang      | 18          |
| NF      | 3  | Raymond Sommer                   | Maserati    | 23     | Motor           | 4           |
| NF      | 17 | George Abecassis                 | ERA         | 22     | Motor           | 22          |
| NF      | 19 | Cuth Harrison                    | ERA         | 19     | Motor           | 23          |
| NF      | 16 | Bill Cotton Willie Wilkinson     | ERA         | 12     | Carburator      | 13          |
| NF      | 22 | Michael Chorlton Peter Monkhouse | Bugatti     | 12     | Olieleiding     | 24          |
| NF      | 6  | Ian Connell                      | Maserati    | 8      | Versnellingsbak | 11          |
| NF      | 2  | Nello Pagani                     | Maserati    | 7      | Motor           | 2           |
| NF      | 8  | Bob Ansell                       | Maserati    | 2      | Zuiger          | 7           |
| NF      | 12 | Peter Whitehead                  | ERA         | 1      | Benzinetank     | 8           |